# Jacopino Consetti
Pour les articles homonymes, voir Jacopino et Consetti.
Jacopo Consetti, dit Jacopino Consetti, né le 21 novembre 1651 à Modène et mort dans la même ville le 16 décembre 1726, est un peintre italien baroque.
Il est le père du peintre Antonio Consetti.

## Biographie
Jacopino Consetti naît à Modène en 1651. Il est élève du peintre Francesco Stringa (it) et travaille dans différents styles artistiques, comme le dessin et la peinture à l'huile sur verre. Il peignait notamment des sujets religieux et faisait partie de l'École de peinture de Bologne. Consetti devient surintendent à la Galleria Estense en succédant à Stringa. Le peintre meurt en 1726 dans sa ville natale.
Deux de ses pastels ont été donnés par Camillo Tori à Antonio Scarpa,.

## Œuvres
Dans la chapelle saint François Xavier de l'église San Bartolomeo (en) de Modène se trouvent des peintures de Francesco Cairo et de Jacopino Consetti.